# Épitrachelion

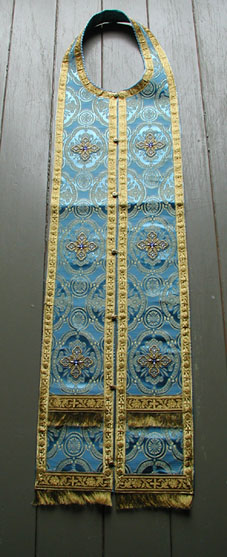
Épitrachelion.

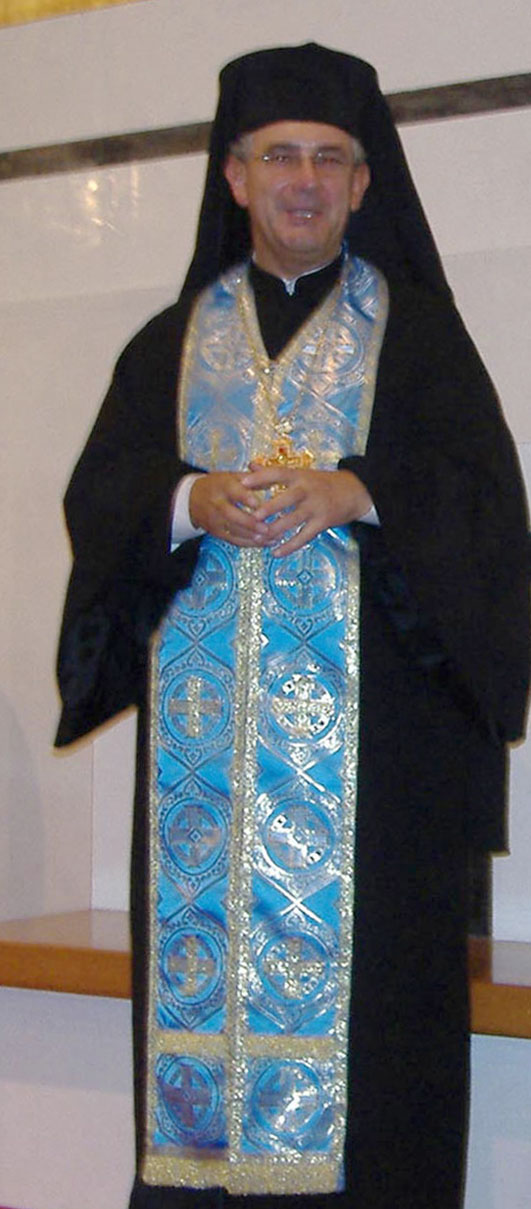
Archimandrite catholique melkite revêtu de l'épitrachelion et d'une croix pectorale

L'Épitrachelion (du grec ancien : ἐπιτραχήλιον, autour du cou), est une vêtement de la paramentique orientale porté dans les Églises d'Orient — Églises orthodoxes et Églises catholiques de rite byzantin — porté par les prêtres et évêques comme symbole de leur prêtrise. Il correspond à l'étole du rite romain.
Il s'agit d'un orarion adapté à l'usage des prêtres et des évêques. L'épitrachelion est porté autour du cou ; deux pans pendent sur la poitrine (à peu près jusqu'aux hanches) et sont cousus ou boutonnés sur l'avant en laissant la place pour passer la tête. Les pans avant ne sont jamais séparés et forment le plus souvent une seule pièce de tissu. L'épitrachelion est fait de brocart où sont appliquées ou brodées sept croix : une sur l'arrière du cou et trois sur chacun des deux pans.
Le prêtre porte l'épitrachelion lorsqu'il célèbre l'office. Pour certains services, (par exemple aux Vêpres et à l'Orthros), il porte seulement l'épitrachelion. Pour célébrer la Divine Liturgie, il porte l'épitrachelion au-dessus du sticharion et au-dessous
du cordon et du phélonion. Si le prêtre assiste simplement à l'office sans le célébrer, il ne porte aucun vêtement sacerdotal particulier ; toutefois, il peut revêtir l'épitrachelion et, souvent, les épimanikia avant de recevoir la communion.
L'évêque totalement vêtu porte l'épitrachelion sur le sticharion et sous le cordon, le sakkos et l'omophore.
Le hamniko (littéralement : « collier ») de l'Église syriaque orthodoxe et l'urār de l'Église apostolique arménienne sont identiques à l'épitrachelion.

### Articles liés
- Étole